# Баворов (Тернопольская область)
Ба́воров (укр. Баворів) — село в Великогаевской сельской общине Тернопольского района Тернопольской области Украины. Расположено на реке Гнезна, в 20 километрах от Тернополя.
Население по переписи 2001 года составляло 688 человек. Занимает площадь 2,2 км². Почтовый индекс — 47743. Телефонный код — 352.

## Галерея
- Костёл Успения Пресвятой Богородицы (нач. 20 в.)
- Замковый холм
- Церковь Рождества Иоанна Крестителя (1747)